# Negrești-Oaș
Negrești-Oaș (węg. Avasfelsőfalu) – miasto w okręgu Satu Mare, regionie Marmarosz, w Rumunii nad Turem. Liczy około 15 000 mieszkańców.

## Miasta partnerskie
- Csenger, Węgry
- Guidel, Francja
- Tiacziw, Ukraina